# Hjerneblødning
Hjerneblødning (lat: hæmorrhagia cerebri) er den almindeligt anvendte betegnelse for et bristet, blødende blodkar i hjernen. Kan ubehandlet føre til intrakraniel trykstigning og død, men kan, hvis det opdages i tide, behandles på et sygehus.